# Ehelosigkeit
Die Ehelosigkeit ist ein Zustand durch freiwilligen oder erzwungenen Verzicht auf eine Eheschließung, beziehungsweise die Lebensweise, ledig und nicht durch eine Ehe gebunden zu sein. Ehelosigkeit ist subsumiert im Begriffen wie Junggeselle, Nonne, Mönch und Fräulein. Sie trifft zu für viele Witwen/Witwer und Alleinerziehende. Sie ist grundsätzlich nicht gleichzusetzen mit sexueller Enthaltsamkeit/Abstinenz.

## Unfreiwillige Ehelosigkeit
Der Grund für unfreiwillige Ehelosigkeit in einer Bevölkerung kann ökonomisch sein, wenn Einkommen oder Besitz eine Bedingung für die Heirat ist, oder demografisch. In wachsenden Bevölkerungen müssen viele Frauen ledig bleiben, weil es einen Heiratsengpass für Frauen gibt. Eine Studie von Andrea Schiaffino ergab, dass in den 1940er Jahren in Bologna 27 % der Frauen (aber nur 17 % der Männer) mit 50 Jahren noch ledig waren.

## Verordnete Ehelosigkeit
Im Falle des Zölibats, sowie des (früher praktizierten) Lehrerinnenzölibats erfolgt die Ehelosigkeit aufgrund von bestehenden Vorschriften, die bei der erstgenannten Form religiösen Ursprung haben und bei der zweiten Form politisch gewollt war. 
Aus dem Rigorismus urchristlicher Sittlichkeit heraus werden hier Ehelosigkeit und Enthaltsamkeit gleichgesetzt und schon seit der apostolischen Zeit die Ehelosigkeit als ein höherer Stand angesehen. Mit dieser Doppelwertung werden die Auflagen der Ehelosigkeit für Priester und der Keuschheit für Nonnen und Mönche begründet. Daraus folgende Belastungen hat unter anderem Fritz Leist dokumentiert.
Der Soziologe Karl Lenz schrieb 2004:

„Ein tief greifender kultureller Wandel hat sich in der Sexualität ereignet. Das kulturelle Ideal, dass Sexualität nur in der Ehe gestattet ist, ist nahezu völlig verschwunden […]. Sexualität ist nicht mehr länger nur auf die Ehe begrenzt, sondern hat sich in Zweierbeziehungen weit nach vorn verlagert. […] Das in dem bürgerlichen inkorporierte Sexualmodell der Ehe war primär als soziale Kontrolle über die weibliche Sexualität wirksam.“